# لوكاس ليراجير
لوكاس ليراجير (بالدنماركية: Lukas Lerager)‏ (12 يوليو 1993 الدنمارك - ) هو لاعب كرة قدم دانمركي.

## روابط خارجية
- لوكاس ليراجير على موقع الاتحاد الأوربي (الإنجليزية)
- لوكاس ليراجير على موقع قاعدة بيانات كرة القدم.إي يو (الإنجليزية)
- لوكاس ليراجير على موقع ناشيونال فوتبول تيمز (الإنجليزية)
- لوكاس ليراجير على موقع Soccerway.com (الإنجليزية)
- لوكاس ليراجير على موقع عالم كرة القدم.نت (الإنجليزية)